# 羽田寛
羽田寛（はねだ ひろし、1967年1月11日 - 2014年11月24日）は、神奈川県出身の実業家。東京大学農学部水産学科卒業。株式会社EMCOMホールディングスの代表取締役社長。
かつて、ライブドア（現：LDH）の取締役などを務めたが、2006年1月に発覚したライブドア事件を受け、2006年6月にライブドア取締役を辞任。また、同年2月にライブドアオート（現：株式会社ソリッドグループホールディングス)の社長および取締役を事実上解任されたが、その後2006年6月に再度取締役に就任し、再び2007年1月に辞任した。
2008年3月、株式会社ジャレコ・ホールディング（現：EMCOMホールディングス）代表取締役社長に就任した（2009年7月23日をもって退任）。
旧三和銀行時代はMOF担として一連の汚職事件で起訴された人々の周辺にいたこと、そしてライブドア事件でも主体的な役割を果たしたライブドアファイナンスの代表を事件以前に務めていたなど、極めて稀有な経歴を保持している。

## 来歴
- 1990年4月 - 株式会社三和銀行（現：株式会社三菱UFJ銀行）入行。接待汚職事件当時のMOF担。
- 2000年 - 同行を退職し、電子貿易基盤サービス会社を起業。
- 2001年
  - 1月 - 米国のITベンチャーであるAMS Consulting（旧：Appian Bridge Corp.）Far EastRepresentative
  - 9月 - 株式会社電通マーチファースト（後に「電通フューズ」に社名変更）入社 営業担当マネージャー
- 2002年9月 - 株式会社ライブドア（現：LDH）執行役員上級副社長
- 2003年9月 - ネット＆セキュリティ総研株式会社取締役
- 2004年
  - 6月 - ターボリナックス株式会社取締役
  - 10月 - 株式会社ライブドアファイナンス代表取締役
- 2005年
  - 2月
    - 株式会社ライブドアファイナンシャルホールディングス代表取締役
    - 株式会社ライブドアカード代表取締役
    - 株式会社ライブドアファクタリング代表取締役
    - 株式会社ライブドアクレジット代表取締役
    - ビットキャッシュ株式会社代表取締役

  - 6月
  - ライブドア証券株式会社代表取締役
  - ライブドアコモディティ株式会社代表取締役
  - 9月
    - 株式会社ライブドア不動産代表取締役
    - 株式会社ライブドア債権回収代表取締役
    - 株式会社ライブドアリアルエステート代表取締役

  - 11月 - 株式会社ジャック・ホールディングス（現：株式会社ソリッドグループホールディングス）代表取締役社長
- 2006年
  - 2月9日 - 株式会社ライブドアオート（現：株式会社ソリッドグループホールディングス）代表取締役社長 解任
  - 6月14日 - 株式会社ライブドア取締役 退任
- 2006年6月 - 株式会社ゼロスタートコミュニケーションズ（株式会社ライブドアとは関係がない）の設立に参加、代表取締役副社長
  - 6月29日 - 株式会社ライブドアオート（現：株式会社ソリッドグループホールディングス）定時株主総会において取締役 復帰
- 2007年1月10日 - 株式会社カーチス（現：株式会社ソリッドグループホールディングス）取締役
- 2008年3月27日 - 株式会社ジャレコ・ホールディング（現：EMCOMホールディングス）代表取締役社長
- 2009年7月23日 - 株式会社EMCOMホールディングス 代表取締役社長 退任

## その他
- 5歳の時、散歩中のけがが原因で右目を失明、残った左目も色弱となったことから、「ハンディに関係なく一流を目指せる道」としてビジネスの世界への就職を決意した。
- 理系でありながら銀行へ就職した理由は、「研究よりビジネスの世界で一流になりたい」と考えたからであると毎日新聞の理系白書のインタビューにおいて語っている。